# 斯坦利鎮區 (阿肯色州阿肯色縣)
斯坦利鎮區（英語：Stanley Township）是位於美國阿肯色州阿肯色縣的一個行政鎮區。

## 地方資料
斯坦利鎮區的面積為89.47平方千米，當中陸地面積為83.17平方千米，而水域面積為6.30平方千米。根據2010年美國人口普查的數據，當地共有人口720人，而人口密度為每平方千米8.05人。